# 達羅斯島
達羅斯島（英語：D'Arros Island）是東非國家塞舌爾的島嶼，屬於阿米蘭特群島的一部分，而阿米蘭特群島又屬於塞舌爾外島的一部分。島長2.0公里、寬990米，面積1.5平方公里，最高點海拔高度3米，位於主島群塞舌爾內島的馬埃島上的首府维多利亚以西南255公里。

## 人口
本島人口只有42名。島上有多座建築物：其中一個是供租用了這個島嶼的客人使用的大房子，還有一些較小的、讓工作人員永久使用的房屋。另外，還有一小塊區域可讓居民種植他們自己食用的農作物。
這個小村莊位於島的北海岸。島上設有游泳池、網球場、圖書館和視頻租賃解決方案

## 動植物
島上絕大多數地方都有植被覆蓋：樹冠最高可達27（89英尺），當中以本土植物椰棕（Cocos nucifera）為主，其次是外來物種木麻黄（Casuarina equisetifolia）。
1965年，有五隻從庫金島引進到本島的塞舌尔艳织雀（Foudia sechellarum）。現時，這些鳥的數量已增至數百隻。

## 圖庫

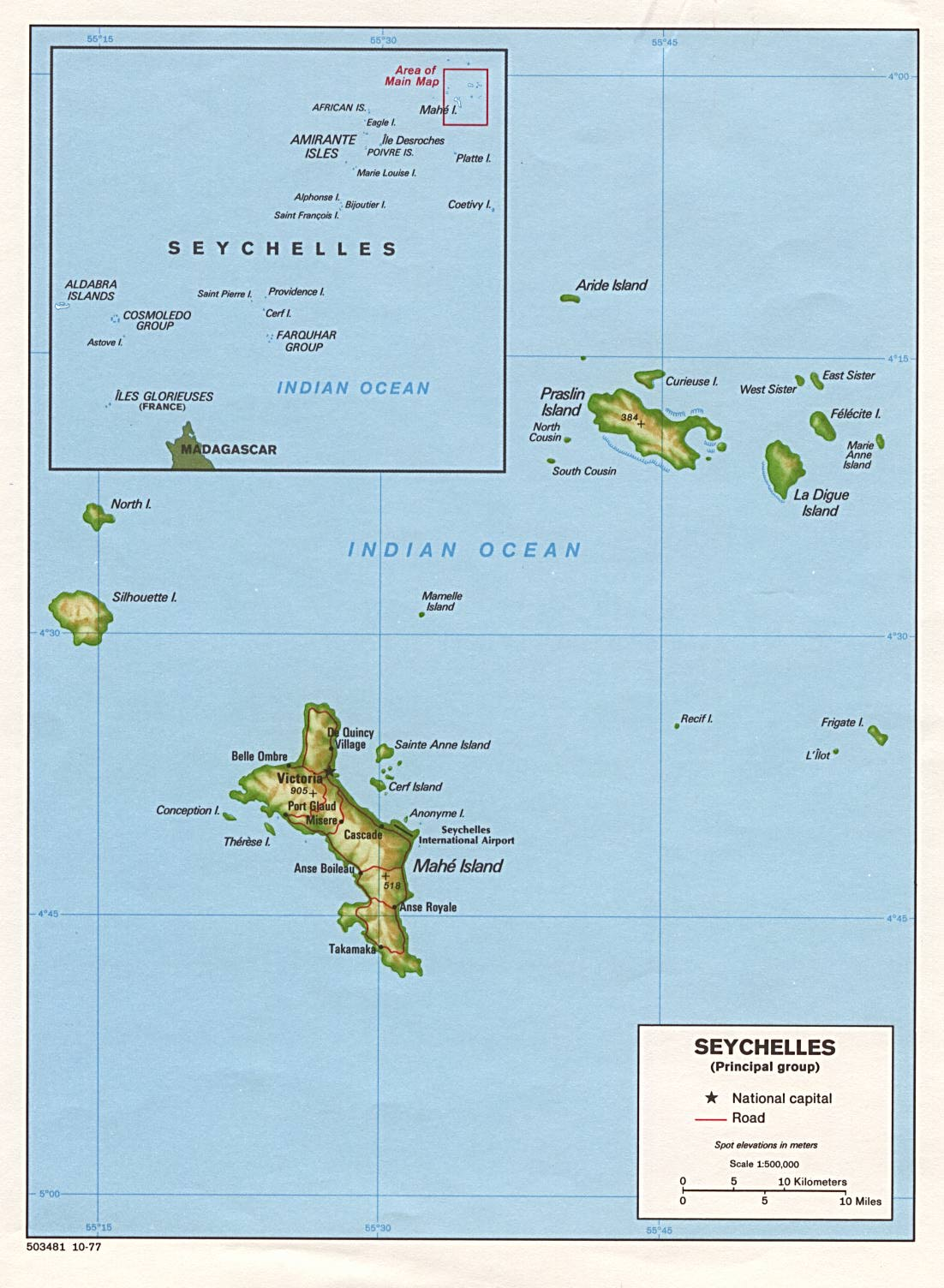
Map 1
District Map
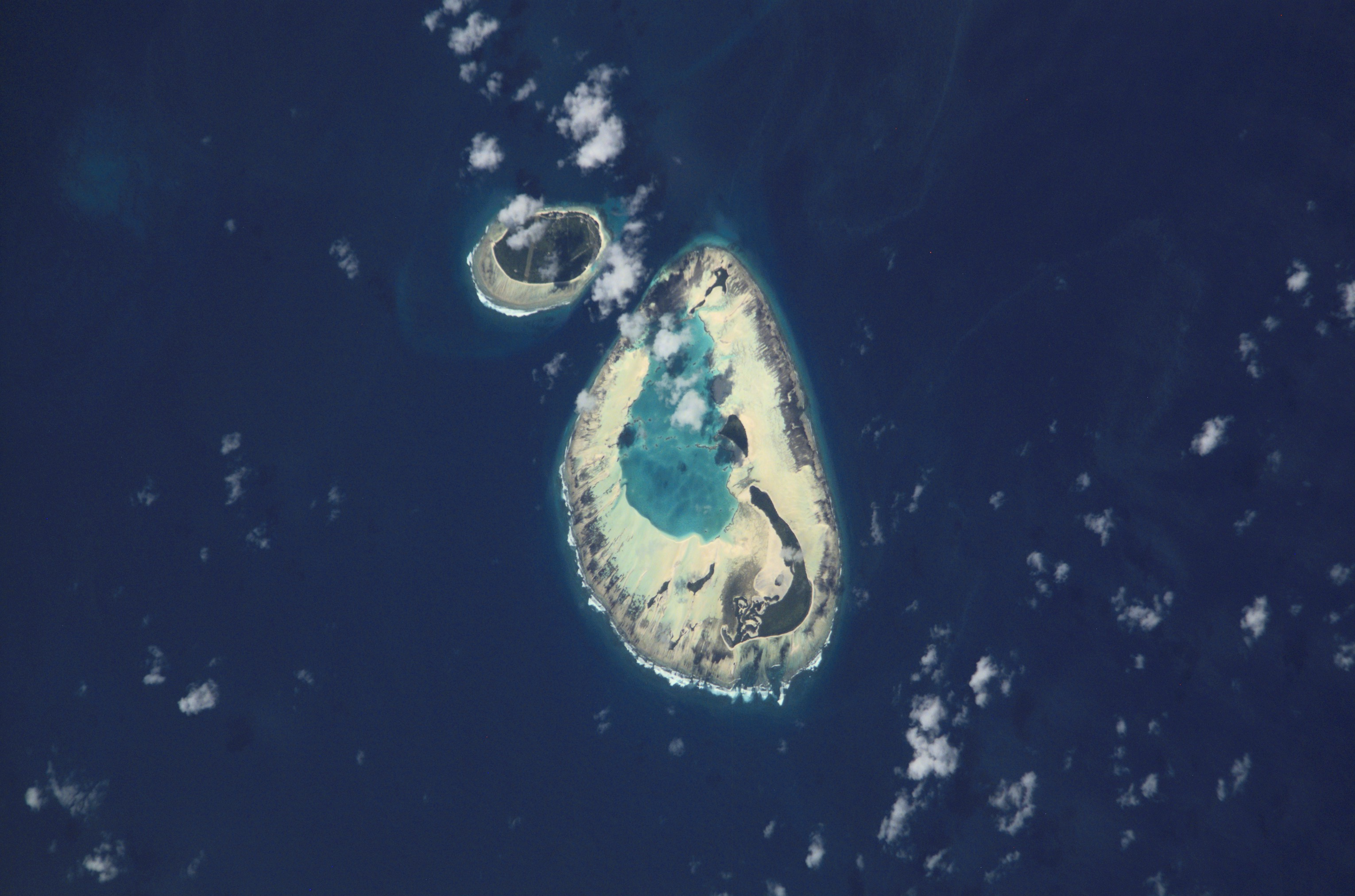
NASA-D'Arros Island
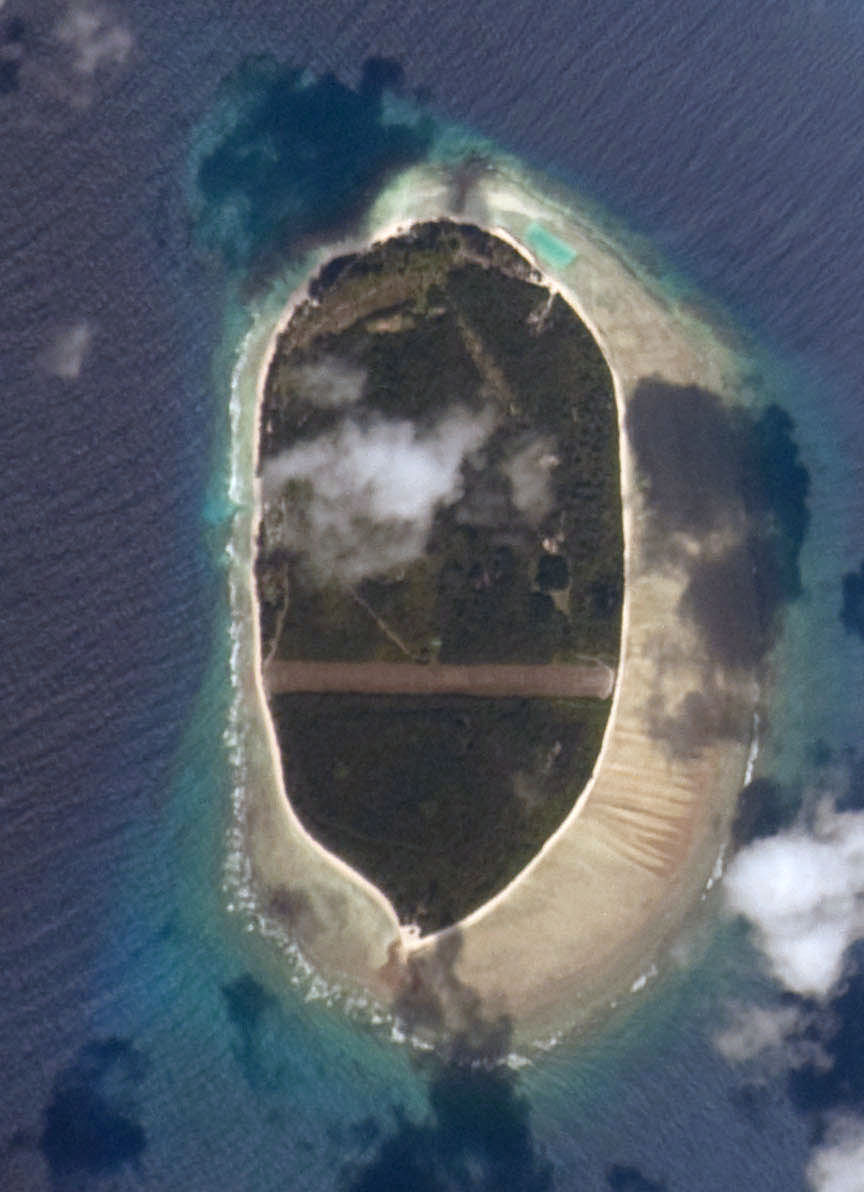
D'Arros Island

## 外部連結
- Island guide 1 （页面存档备份，存于）
- Island guide 2 （页面存档备份，存于）
- National Bureau of Statistics
- Info on the island